# CAF Confederation Cup 2009
De CAF Confederation Cup 2009 was de zesde editie van de Afrikaanse versie van de UEFA Europa League.

## Uitslagen

### Voorronde
De heenwedstrijden werden gespeeld op 30, 31 januari en 1 februari.
De terugwedstrijden werden gespeeld op 13, 14 en 15 februari.
| Team 1                 | Tot.         | Team 2             | 1e wedstr. | 2e wedstr. |
| ---------------------- | ------------ | ------------------ | ---------- | ---------- |
| US Ouagadougou         | 1-1 (u)      | ASC Diaraf         | 0-0        | 1-1        |
| OC Bukavu Dawa         | 4-4 (u)      | Club 57 Tourbillon | 3-3        | 1-1        |
| FC Tourbillon          | 4-1          | Vital'O            | 4-0        | 0-1        |
| USM Libreville         | 2-1          | ASFAN              | 2-1        | 0-0        |
| Hay Al Arab            | 1-1 ns (2-3) | Al Ahly Benghazi   | 0-1        | 1-0        |
| Sport Bissau e Benfica | 1-3          | ASC Yakaar         | 1-2        | 0-1        |
| Prisons FC             | 0-6          | Khaleej Syrte      | 0-2        | 0-4        |
| Mighty Barolle         | 1-4          | SOA                | 0-2        | 1-2        |
| AS de Vacoas-Phoenix   | 2-1          | AS Adema           | 1-1        | 1-0        |
| Atlético Muçulmano     | 2-5          | Malanti Chiefs     | 1-0        | 1-5        |
| Victors FC             | 0-3          | CAPS United        | 0-2        | 0-1        |
| Red Arrows FC          | 7-0          | Mundu SC           | 6-0        | 1-0        |
| Gor Mahia              | 0-6          | APR FC             | 0-5        | 0-1        |

### Tweede ronde
De heenwedstrijden werden gespeeld op 13, 14 en 15 maart.
De terugwedstrijden werden gespeeld op 3,4 en 5 april.
| Team 1               | Tot.         | Team 2                  | 1e wedstr. | 2e wedstr. |
| -------------------- | ------------ | ----------------------- | ---------- | ---------- |
| US Ouagadougou       | 2-3          | Aigle Royal Menoua      | 2-1        | 0-2        |
| Club 57 Tourbillon   | 0-1          | Bayelsa United FC       | 0-0        | 0-1        |
| FC Tourbillon        | 3-5          | Union Douala            | 1-2        | 2-3        |
| USM Libreville       | 2-5          | Santos FC               | 0-1        | 2-4        |
| CS Sfaxien           | 5-3          | Al Ahly Benghazi        | 4-1        | 1-2        |
| Satellite FC         | 2-5          | Jeunesse Club d'Abidjan | 1-2        | 1-3        |
| ASC Yakaar           | 2-5          | JSM Béjaïa              | 1-1        | 1-4        |
| Stade Tunisien       | 0-2          | Stade Malien            | 0-0        | 0-2        |
| Khaleej Syrte        | 0-6          | ES Sétif                | 0-1        | 0-5        |
| SOA                  | 3-6          | GDR Libolo              | 0-1        | 3-5        |
| AS de Vacoas-Phoenix | 1-9          | Mamelodi Sundowns       | 0-3        | 1-6        |
| Malanti Chiefs       | 1-6          | AS Vita Club            | 1-3        | 0-3        |
| CAPS United          | 1-2          | ENPPI Club              | 0-0        | 1-2        |
| Red Arrows FC        | 2-2 ns (3-2) | Ocean Boys FC           | 2-0        | 0-2        |
| APR FC               | 0-2          | Haras El Hodood         | 0-0        | 0-2        |
| Maghreb Fez          | 1-2          | EGS Gafsa               | 1-1        | 0-1        |

### Derde ronde
De heenwedstrijden werden gespeeld op 17, 18 en 19 april.
De terugwedstrijden werden gespeeld op 1, 2 en 3 mei.
| Team 1            | Tot.           | Team 2                  | 1e wedstr. | 2e wedstr. |
| ----------------- | -------------- | ----------------------- | ---------- | ---------- |
| Aigle Royal       | 1-5            | Bayelsa United FC       | 1-0        | 0-5        |
| Union Douala      | 1-5            | Santos FC               | 1-1        | 0-4        |
| CS Sfaxien        | 3-0            | Jeunesse Club d'Abidjan | 2-0        | 1-0        |
| JSM Béjaïa        | 1-1 ns (12-13) | Stade Malien            | 1-0        | 0-1        |
| ES Sétif          | (u) 5-5        | GDR Libolo              | 4-0        | 1-5        |
| Mamelodi Sundowns | 2-3            | AS Vita Club            | 2-2        | 0-1        |
| ENPPI Club        | 4-3            | Red Arrows FC           | 4-0        | 0-3        |
| Haras El Hodood   | 6-1            | EGS Gafsa               | 3-0        | 3-1        |

### Laatste 16
De heenwedstrijden werden gespeeld op 17, 18 en 19 mei.
De terugwedstrijden werden gespeeld op 29, 30 en 31 mei.
| Team 1               | Tot.         | Team 2          | 1e wedstr. | 2e wedstr. |
| -------------------- | ------------ | --------------- | ---------- | ---------- |
| Al-Ahly              | 3-3 ns (5-6) | Santos FC       | 3-0        | 0-3        |
| ASEC Mimosas         | 2-2 (u)      | ENPPI Club      | 2-2        | 0-0        |
| ES Sétif             | 3-3 ns (4-3) | Djoliba AC      | 3-1        | 1-3        |
| Cotonsport Garoua    | 3-3 (u)      | AS Vita Club    | 3-1        | 0-2        |
| Al Ahly Tripoli      | 1-2          | Haras El Hodood | 0-0        | 1-2        |
| Kampala City Council | 3-5          | Bayelsa United  | 3-1        | 0-4        |
| IZK Khémisset        | 2-4          | Stade Malien    | 1-1        | 1-3        |
| Primeiro de Agosto   | 2-2 ns (5-4) | CS Sfaxien      | 2-0        | 0-2        |

### Groepsfase

#### Groep A
| Team         | Pld | W | D | L | GF | GA | GD | Pts |
| ------------ | --- | - | - | - | -- | -- | -- | --- |
| ES Sétif     | 6   | 3 | 0 | 3 | 14 | 9  | +5 | 9   |
| ENPPI Club   | 6   | 3 | 0 | 3 | 13 | 10 | +3 | 9   |
| AS Vita Club | 6   | 3 | 0 | 3 | 7  | 7  | 0  | 9   |
| Santos FC    | 6   | 3 | 0 | 3 | 3  | 11 | −8 | 9   |

|              | ENP | ESS | SAN | VIT |
| ------------ | --- | --- | --- | --- |
| ENPPI Club   | -   | 3-4 | 4-0 | 3-1 |
| ES Sétif     | 1-3 | -   | 6-0 | 2-0 |
| Santos FC    | 1-0 | 1-0 | -   | 1-0 |
| AS Vita Club | 3-0 | 2-1 | 1-0 | -   |

#### Groep B
| Team               | Pld | W | D | L | GF | GA | GD | Pts |
| ------------------ | --- | - | - | - | -- | -- | -- | --- |
| Stade Malien       | 6   | 2 | 3 | 1 | 5  | 3  | +2 | 9   |
| Bayelsa United     | 6   | 3 | 0 | 3 | 9  | 6  | +3 | 9   |
| Primeiro de Agosto | 6   | 2 | 2 | 2 | 5  | 10 | −5 | 8   |
| Haras El Hodood    | 6   | 2 | 1 | 3 | 7  | 7  | 0  | 7   |

|                    | BAY | HAR | PRI | STA |
| ------------------ | --- | --- | --- | --- |
| Bayelsa United     | -   | 2-0 | 4-0 | 1-2 |
| Haras El Hodood    | 1-0 | -   | 5-1 | 1-1 |
| Primeiro de Agosto | 3-1 | 1-0 | -   | 0-0 |
| Stade Malien       | 0-1 | 2-0 | 0-0 | -   |

### Halve finale
De wedstrijden werden op 2, 4 oktober en 16, 18 oktober gespeeld.
| Team 1         | Tot. | Team 2       | 1e wedstr. | 2e wedstr. |
| -------------- | ---- | ------------ | ---------- | ---------- |
| Bayelsa United | 1-2  | ES Sétif     | 1-1        | 0-1        |
| ENPPI Club     | 4-6  | Stade Malien | 2-2        | 2-4        |

## Finale
De wedstrijden werden op 29 november en 5 december gespeeld.
| Team 1   | Tot.         | Team 2       | 1e wedstr. | 2e wedstr. |
| -------- | ------------ | ------------ | ---------- | ---------- |
| ES Sétif | 2-2 ns (2-3) | Stade Malien | 2-0        | 0-2        |

2004 · 2005 · 2006 · 2007 · 2008 · 2009 · 2010 · 2011 · 2012 · 2013 · 2014 · 2015 · 2016 · 2017 · 2018 · 2018/19 · 2019/20 · 2020/21